# Thomas Mobley
Thomas Mobley (Charlotte, Sjeverna Karolina, 12. ožujka 1981.) američki je profesionalni košarkaš. Igra na poziciji niskog krila, a trenutačno je član hrvatskog košarkaškog kluba Cedevita Zagreb. 

## Karijera
Mobley igrao je na sveučilištu Charleston, gdje je od prve godine i 4,9 koševa po susretu statistiku do četvrte godine podigao na 15,7 koševa, 5,4 skoka i 1,8 asistenciju po utakmici. U Europi je nastupao za talijanske drugoligaše Cari Fabriano, Rieti, bugarskog prvoligaša Lukoil Akademik, s kojim je igrao i u ULEB kupu, te francuski Roanne, s kojim je osvojio naslov. Tijekom NBA Ljetne lige igrao je za Boston Celticse i Detroit Pistonse. Sezone 2007./08. i 2008./09. proveo je igrajući u talijanskoj drugoj ligi za Edimes Paviu. U sezoni 2008./09., Edimes je zauzeo 8. mjesto u prvenstvu, a Mobley je u 33 utakmice za prosječnih 34.9 minuta na parketu postizao 13.4 poena (55.3% dvice, 39.7% trice) uz 5.1 skok, 1.4 asistencije i 2.7 ukradenih lopti. 29. lipnja 2007. prelazi u hrvatskog NLB ligaša Cedevitu Zagreb.

## Vanjske poveznice
- Profil[neaktivna poveznica] na Charleston Cougars
- Profil  Arhivirana inačica izvorne stranice od 10. rujna 2005. (Wayback Machine) na SI.com